# Skulpturenpark (Karben)
Der Skulpturenpark in Karben im Wetteraukreis in Hessen ist ein aus mehreren Skulpturen bestehender Skulpturenpark. Er wurde im Sommer 2001 mit der Enthüllung der ersten Skulptur Solidarité eingeweiht.

## Geographische Lage
Der Skulpturenpark ist im Karbener Stadtpark in Klein-Karben entlang der Bahnhofstraße zwischen Hallenfreizeitbad, Rathaus und Robert-Bosch-Straße gelegen.
Koordinaten: 50° 13′ 55,56″ N, 8° 45′ 54,78″ O

## Entstehungsgeschichte
Die Idee dazu entwickelte der ehemalige Bürgermeister Detlev Engel (SPD) im Anschluss an die „Offene internationale Bildhauer-Werkstatt“ der Kulturinitiative Karben im Rahmen der Wetterauer Kulturtage 1998. Der Plan war es, die bis dahin landwirtschaftlich genutzte Fläche in einen Skulpturenpark umzuwandeln.

## Skulpturen
| Bild | Name der Skulptur | KünstlerIn           | Beschreibung | Enthüllung       |
| --- | ----------------- | -------------------- | --- | ---------------- |
| Skulptur 'Solidarité' im Karbener Skulpturpark von Cahterine Mamet | Solidarité        | Cahterine Mamet      | Künstlerin ist aus Saint-Égrève (eine der Karbener Partnerstädte) | Juni 2001        |
| Skulptur Strauß im Karbener Skulpturpark von Joachim Holz | Strauß            | Joachim Holz         | | September 2002   |
| Skulptur Lebensrad im Karbener Skulpturpark von Michaela Hagen | Das Lebensrad     | Michaela Hagen       | | November 2002    |
| Skulptur Shri Ganapati im Karbener Skulpturpark von Christof Paul | Shri Ganapati     | Christof Paul        | „Shri Ganapati“ ist der indische Name für die Gottheit, die durch Elefanten erscheint. Die Skulptur entstand aus einer Roteiche aus dem Karbener Stadtwald. | März 2004        |
| Sculpture Baum des Lebens in park in Karben | Baum des Lebens   | Heidemarie Khan      | Die 2 Meter hohe und 1 Meter breite Skulptur ist eine Arbeit aus Fichtenholz verbunden mit Eisen. | März 2011        |
| Bild gesucht Die Wikipedia wünscht sich an dieser Stelle ein Bild vom hier behandelten Ort. Weitere Infos zum Motiv findest du vielleicht auf der Diskussionsseite . Falls du dabei helfen möchtest, erklärt die Anleitung , wie das geht. BW | Das Vermächtnis   | Rüdiger Kaffenberger | Die umweltkritische Skulptur besteht aus zwei Figuren. Die größere steht für die aktuelle Generation, die kleinere für die Kinder und die Enkel. Der blaue Ball in den Händen der größeren Skulptur repräsentiert die Erde aber auch den Spielball der Macht. Das Gestell der Figuren besteht aus Eisen, die Hülle aus Zement, Beton, Kunststoff und Glasfaser. Auch wurde druckfestes Styrodur verwendet, da es kein Wasser aufnimmt. Modelliert wurden die Figuren mit Glasfaser und Gewebe. Das Gesicht der großen Skulptur wurde auch mit Sand aus Dänemark geformt. Die große Figur wiegt ca. 200 kg und die kleinere 50 kg. |                  |
| Skulptur Werte im Karbener Skulpturpark von Peter Mayer | Werte             | Peter Mayer          | Politisches Kunstwerk gestiftet von der SPD-Karben zum fünfzigjährigen Bestehen der Stadt Karben. „In Form von sieben Stelen macht die Skulptur Werte der SPD dauerhaft sichtbar, die hierzu von Bedeutung sind. Wunsch und Ziel der Partei ist es, den Zusammenhalt der Karbener Bürger zu stärken, das Eintreten für ein ‚wertvolles‘ Miteinander sowie die Identifikation mit einer Stadt, die aus sieben vielfältigen Ortsteilen besteht, zu fördern.“ Die sieben Stelen stehen für folgende Werte: Demokratie, Freiheit, Gerechtigkeit, Natur, Gleichheit, Frieden und Solidarität                                           | 23. Oktober 2020 |